# Япония на летних Олимпийских играх 1936
Япония принимала участие в Летних Олимпийских играх 1936 года в Берлине (Германия) в шестой раз за свою историю и завоевала шесть золотых, четыре серебряных и восемь бронзовых медалей. Сборную страны представляло 220 человек: 201 мужчина и 19 женщин.
| Япония на олимпийских играх 1936 года в Берлине | Япония на олимпийских играх 1936 года в Берлине       | Япония на олимпийских играх 1936 года в Берлине | Япония на олимпийских играх 1936 года в Берлине | Япония на олимпийских играх 1936 года в Берлине |
| Медали                                          | Спортсмены                                            | Вид спорта                                      | Дисциплина                                      | Результат                                       |
| ----------------------------------------------- | ----------------------------------------------------- | ----------------------------------------------- | ----------------------------------------------- | ----------------------------------------------- |
| 1                                               | Тэцуо Хамуро                                          | Плавание                                        | 200 м брасс, мужчины                            | 2.41,5 (OR)                                     |
| 1                                               | Сон Ги Джон (под именем Сон Китэй)                    | Лёгкая атлетика                                 | Марафон, мужчины                                | 2.29.19,2 (OR)                                  |
| 1                                               | Хидэко Маэхата                                        | Плавание                                        | 200 м брасс, женщины                            | 3.03,6                                          |
| 1                                               | Наото Тадзима                                         | Лёгкая атлетика                                 | Тройной прыжок, мужчины                         | 16,00 м (WR)                                    |
| 1                                               | Нобору Тэрада                                         | Плавание                                        | 1 500 м свободный стиль, мужчины                | 19.13,7                                         |
| 1                                               | Сигэо Араи Сигэо Сугиура Масахару Тагути Масанори Юса | Плавание                                        | 4х200 м свободный стиль, мужчины                | 8.51,5 (WR)                                     |
| 2                                               | Масао Харада                                          | Лёгкая атлетика                                 | Тройной прыжок, мужчины                         | 15,66 м                                         |
| 2                                               | Сюхэй Нисида                                          | Лёгкая атлетика                                 | Прыжок с шестом, мужчины                        | 4,25 м                                          |
| 2                                               | Сюмпэй Уто                                            | Плавание                                        | 400 м свободный стиль, мужчины                  | 4.45,6                                          |
| 2                                               | Масанори Юса                                          | Плавание                                        | 100 м свободный стиль, мужчины                  | 57,9                                            |
| 3                                               | Сигэо Араи                                            | Плавание                                        | 100 м свободный стиль, мужчины                  | 58,0                                            |
| 3                                               | Масадзи Киёкава                                       | Плавание                                        | 100 м на спине, мужчины                         | 1.08,4                                          |
| 3                                               | Рэйдзо Коикэ                                          | Плавание                                        | 200 м на спине, мужчины                         | 2.44,2                                          |
| 3                                               | Суэо Оэ                                               | Лёгкая атлетика                                 | Прыжок с шестом, мужчины                        | 4,25 м                                          |
| 3                                               | Сёдзо Макино                                          | Плавание                                        | 400 м свободный стиль, мужчины                  | 4.48,1                                          |
| 3                                               | Нам Сын Рён (под именем Нан Сёрю)                     | Лёгкая атлетика                                 | Марафон, мужчины                                | 2.31.42,0                                       |
| 3                                               | Наото Тадзима                                         | Лёгкая атлетика                                 | Прыжок с шестом, мужчины                        | 7,74 м                                          |
| 3                                               | Сюмпэй Уто                                            | Плавание                                        | 1 500 м свободный стиль, мужчины                | 19.34,6                                         |